# Georg Rückert (Pfarrer)
Georg Rückert (* 16. August 1914 in Nürnberg; † 31. August 1988 in München) war evangelischer Pfarrer und Gründer des Augustinums.

## Leben
Georg Rückert, der Sohn eines Elektromeisters in Nürnberg, wurde durch Kriegs- und Nachkriegszeiten geprägt. Einige seiner Ideen hatten ihren Ursprung darin. Nach dem Abitur 1933 am humanistischen Melanchthon-Gymnasium Nürnberg studierte er Evangelische Theologie und Philosophie an der Friedrich-Alexander-Universität Erlangen-Nürnberg, trat am 1. Juni 1933 in die Studentenverbindung AMV Fridericiana Erlangen ein und setzte seine Studien an der Universität Rostock fort. Noch während des Theologiestudiums lernte er seine zweite Frau Gertrud, eine Kriegerwitwe, kennen, die 1917 als Tochter eines Pfarrers in Würzburg geboren wurde und sich als Diplom-Handelslehrerin – auch nach der Heirat im Jahr 1950 – ein Leben lang an der Seite ihres Mannes engagierte. Das Paar bekam zwischen 1951 und 1961 vier Kinder, unter anderem die Erlanger Professorin für Christliche Publizistik Johanna Haberer (* 1956) und die stellvertretende Chefredakteurin der Wochenzeitung Die Zeit Sabine Rückert (* 1961).
Rückerts Bestreben war: „Häuser schaffen für die Unbehausten.“ Als 65-Jähriger beschrieb er seine vergangenen Lebensjahre: „Es galt ja nicht nur Häuser zu bauen, sondern es galt diese Häuser mit jungen, behinderten, alten und kranken Menschen zu füllen, zu beleben, zu ordnen, zu einer Gemeinschaft zu machen und in ihnen einen brüderlichen Geist zu wecken, der uns anmahnt, einer des anderen Last zu tragen.“

## Wirken
Rückert unterrichtete als Religionslehrer in München am Karlsgymnasium und am Max-Planck-Gymnasium. Darüber hinaus war er ein an der diakonischen Arbeit orientierter Theologe. In den Nachkriegsjahren entstand Rückerts Konzept einer Betreuung, die am Bedarf der damaligen Jugendlichen als Waisen und Halbwaisen orientiert war.

### Das Wohnstift Augustinum
Am 12. Mai 1954, dem Jahr des 1600. Geburtstags des Kirchenvaters Aurelius Augustinus von Hippo, wurde der „Evangelische Schülerheimverein München-Pasing“ gegründet, der wenig später den Namen „Evangelisches Studienheim Augustinum e. V.“ erhielt. Bereits im September 1955 konnte das Internat unter der Bezeichnung „Collegium Augustinum“ an der Dachstraße in Pasing eröffnet werden. Rückert war dort gleichzeitig als Lehrer wie als Heimleiter tätig. Seine Frau Gertrud Rückert arbeitete in der Verwaltung und sorgte für die Verpflegung der Zöglinge. Zwischen 1961 und 1968 nahm er Jungen aus der DDR, aus Ungarn sowie aus der Tschechoslowakei auf.
Im Januar 1957 entwickelte Rückert das Konzept eines „Wohnstifts“ für ältere Menschen; dafür wurde der Trägerverein Evangelisches Stift Augustinum e. V. gegründet. Die Einrichtung firmiert heute unter der Bezeichnung Wohnstift Augustinum. Er wollte damit Menschen, die ihren Lebensabend bisher oftmals in den Altenheimen in einer unpersönlichen, weitgehend ihrer Selbständigkeit beraubten Umgebung lebten, ermöglichen, selbstbestimmt in eigenen Appartements zu leben und zuletzt dort im gewohnten, persönlich gestalteten Umfeld auch betreut werden zu können. Den täglichen Bedürfnissen sollten Lebensmittelläden, Friseurläden, Bankfilialen oder Arztpraxen und Cafés entsprechen. Dieses Umfeld sollte außerdem mit Freizeit- und Veranstaltungsräumen von einem breiten Angebot an kulturellen und sportlichen oder touristischen Veranstaltungen begleitet sein. Nachdem im Januar 1962 das erste Haus dieser Art, das Wohnstift Augustinum München-Neufriedenheim bezugsfertig war, entstanden noch zu Lebzeiten Rückerts bis 1983 siebzehn Wohnstifte in der Bundesrepublik.
Daneben hatte Rückert einen Sinn für das Symbolische. 1955 entwarf der mit Rückert befreundete Maler und Grafiker Walter Habdank auf dessen Anregung hin die Figur eines Nashorns, das ursprünglich als Vereinszeichen für die Fußballmannschaft seiner Schüler gedacht war und dessen Eigenschaften der Stärke, der Schnelligkeit aber auch der Friedensliebe symbolhaft für den sportlichen Einsatz wirken sollten. Bis heute befindet sich vor jedem Augustinum-Wohnstift eine Bronzefigur des Nashorns. Rückert wählte den griechischen Buchstaben Phi, der als Anfangsbuchstabe für philadelphia (griech. Geschwisterliebe) stehen soll, seit Anfang der 1970er Jahre zum Symbol für das Wohnstift Augustinum.

### Weitere Einrichtungen des Augustinums
Auf Georg Rückerts Konzepte und Initiativen gehen außer den Wohnstiften fast alle heute zur Augustinum Gruppe gehörenden Einrichtungen zurück. Die Kliniken und Sanatorien nahmen ihren Anfang in der im April 1962 entstandenen Stiftsklinik in München sowie in der im April 1982 eröffneten ersten Spezialeinrichtung für Menschen mit demenzieller Erkrankung in Thambach bei Erding.
Die heutigen Pädagogischen Einrichtungen umfassen sowohl Schulen für lern- und leistungsgestörte Kinder, von denen die Samuel-Heinicke-Realschule München im September 1971 als erste Realschule für Schwerhörige in Bayern entstanden ist (zu der 1978 eine Fachoberschule für Schwerhörige hinzugekommen ist), als auch Einrichtungen für Behinderte mit dem Heilpädagogischem Centrum Augustinum HPCA, das für geistig behinderte Kinder zunächst im Juni 1968 in München-Hasenbergl gegründet wurde und dann im September 1972 nach Pfarrer Otto Steiner benannt wurde. Im Oktober 1977 folgt das Theodor-Heckel-Bildungswerk des HPCA, die erste Volkshochschule für Menschen mit geistiger Behinderung in Deutschland.
Eine breit gefächerte diakonische Arbeit bestimmte das gesamte Leben der Eheleute Rückert. „Bis in die Achtziger Jahre entstand aus den Visionen des Pfarrers Georg Rückert ein fast flächendeckendes, über die gesamte Bundesrepublik verteiltes soziales Netz.“ Nach dem großen Erdbeben in El Salvador im Dezember 1986 gründete Rückert – im Jahr zuvor war er Honorarkonsul dieses Landes geworden – den Verein „Internationale Philadelphische Institution“ (IPHI) und leistete zusammen mit seiner Frau Gertrud Rückert in den folgenden Jahren hier Aufbau- und Nothilfe; dabei sorgte er für den Bau eines Dorfes mit 85 Häusern.

## Fortwirken seines Lebenswerks
Georg Rückert wollte „Er-Bauung“ stiften und im konkreten Sinn des Worts tätig sein. Für alle Pläne benötigte er Häuser. Durch die vielen Aktivitäten und durch Verhandlungsgeschick in Finanzierungsfragen sowie beim Erwerb von Grundstücken setzte er seine Ideen um. Dabei half ihm seine Verankerung im augustinischen Denken ebenso wie ein ausgeprägtes Gespür für die Kraft sinnstiftender und gemeinschaftsbildender Zeichen, für Symbole. Bei allen Projekten war seine Frau aktiv beteiligt.
Nach Rückerts Tod lag die Weiterführung seiner Projekte in den Händen seiner Frau und seiner Familie. Zwei seiner Kinder wurden Pfarrer  und sind mit dem diakonisch-philanthropischen Wirken ihres Vaters eng verbunden. Markus Rückert, seit 2005 Honorar-Professor der FH Landshut im Fachbereich Soziale Arbeit, leitet als Vorsitzender der Geschäftsführung die Aufgaben der Augustinum-Gruppe mit ihren Einrichtungen. Pfarrerin Johanna Haberer, seit 2001 Professorin für christliche Publizistik an der Theologischen Fakultät der Universität Erlangen-Nürnberg, engagiert sich im Werk ihres Vaters. Sie ist seit 1999 Mitglied im Aufsichtsrat des Augustinums und war 1993/94 als Redakteurin für die Hauszeitschrift FORUM des Augustinums tätig.

## Auszeichnungen und Ehrungen
- 1972 Bayerischer Verdienstorden
- 1974 Großes Bundesverdienstkreuz
- 1979 München leuchtet in Gold
- 1979 Ehrensenator der Universität Hohenheim
- 1985 Honorarkonsul von El Salvador in Bayern
- 1986 Bayerische Staatsmedaille für soziale Verdienste